# Movimento Comunità
Le Movimento Comunità (Mouvement Communauté) est un ancien parti politique italien d'orientation social-libéral et fédéraliste. Fondé dans le Piémont en 1948 par l'entrepreneur progressiste Adriano Olivetti, il avait comme symbole une cloche ornée d'un ruban avec l'inscription Humana Civilitas.

## Histoire

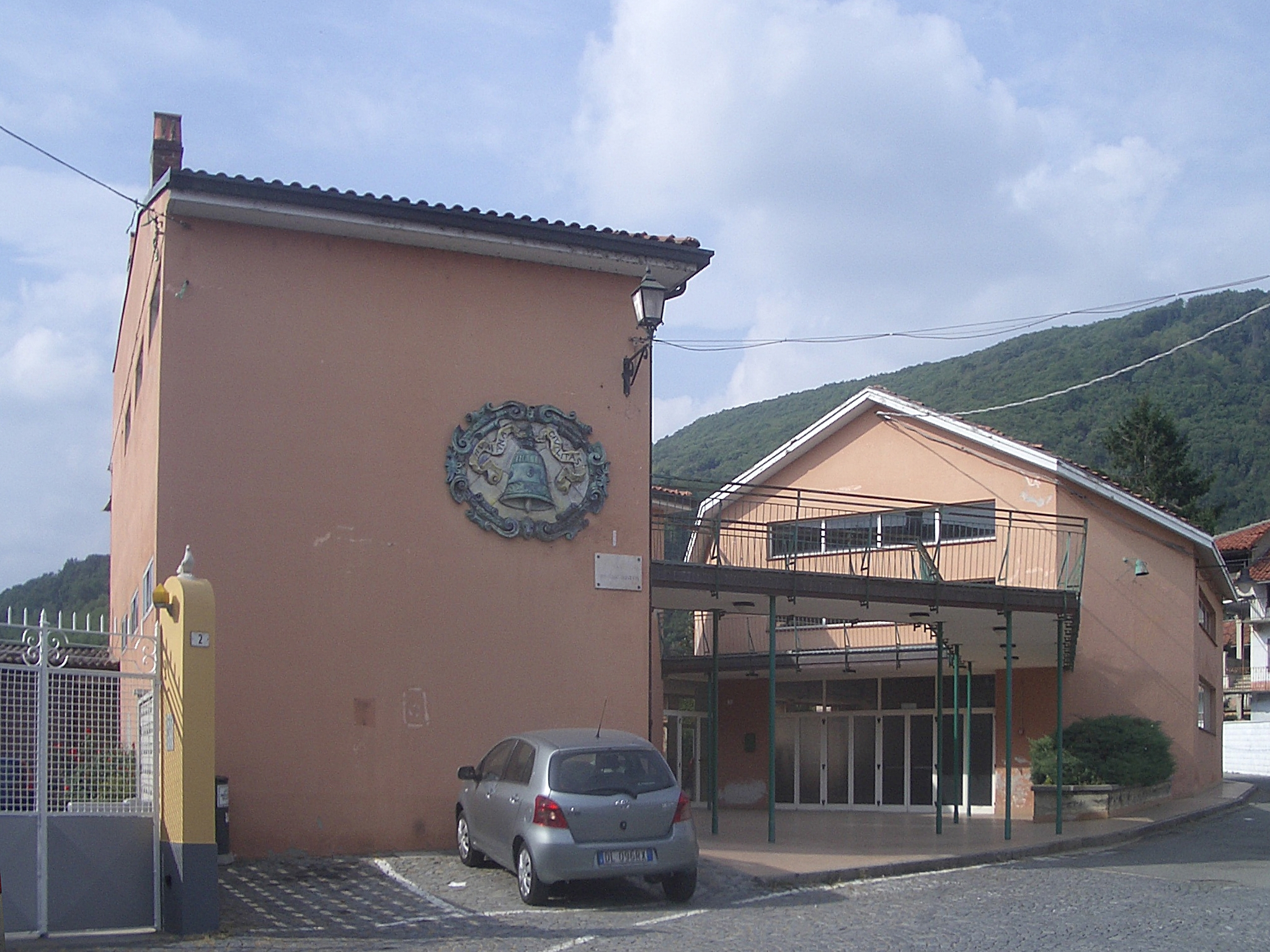
Le centre communautaire de Palazzo Canavese dont la façade porte le symbole du Movimento Comunità

Le mouvement a commencé à participer aux élections locales avec un programme visant à s'opposer au centralisme étatique et au système des partis, en soutenant le fédéralisme sur la base de communautés locales libres.
La notion de communautés a été développée dans un ouvrage publié par l'entrepreneur antifasciste Adriano Olivetti en 1945, intitulé L'ordine politico delle Comunità (L'ordre politique des communautés), qui rassemble ses réflexions sur l'organisation de l'État. Selon Olivetti, au centre de l'organisation de l'État doit se trouver la communauté, une unité territoriale aux frontières géographiques floues, mais culturellement homogène et économiquement autonome. L'ouvrage rencontre un certain écho localement, au Canavais et en particulier à Ivrée où est basée la société Olivetti, mais aussi dans d'autres régions d'Italie. C'est sur cette base que le Mouvement communautaire est fondé en 1948 à Turin. L'organisation du Mouvement est territoriale, les centres communautaires ayant pour tâche d'organiser le consensus politique et les initiatives culturelles destinées à élever le niveau de vie de la communauté.
Le mouvement se présente pour la première fois aux suffrages lors des élections de 1953. Il ne se présente que dans trois circonscriptions du Sénat (Turin centre, Biella, Ivrée). Adriano Olivetti ne recueille que 39 912 voix (10,19%), ce qui est insuffisant pour obtenir un siège au Sénat.
Le 11 avril 1956, la liste communautaire se présente aux élections municipales à Ivrée avec Adriano Olivetti comme candidat à la mairie et dans la liste l'ancien maire Umberto Rossi et le motocycliste Ermanno Ozino . La liste remporte les élections et Olivetti est nommé maire par 18 voix sur 20.
A l'occasion des élections de 1958, le mouvement décide de se présenter avec le Parti paysan d'Italie et le Parti sarde d'action dans le cartel de la Comunità della Cultura, degli Operai e dei Contadini d'Italia (Communauté de la culture, des ouvriers et des paysans d'Italie) qui obtint 173 227 voix (0,59%) à la Chambre des députés et 142 897 voix (0,55%) au Sénat. Olivetti est le seul parlementaire élu à la Chambre. Mais il doit démissionner de son poste de député le 23 octobre 1959 en raison d'une incompatibilité avec son rôle dans le conseil technique consultatif de l'INA-Casa (programme d'intervention de l'État italien pour la construction de logements sociaux). Franco Ferrarotti prend sa place le 12 novembre. Trois mois plus tard, Olivetti meurt subitement.
Le 10 septembre 1961, le Comité central du Movimento Comunità réuni à Milan approuve le « renoncement à la lutte politique électorale par sa propre organisation », en invitant en même temps ses membres à continuer à faire de la politique « dans la tradition du socialisme fabien ». Son unique député, Franco Ferrarotti, rejoindra peu après le Parti social-démocrate italien.